# Cúp Volpi
Cúp Volpi (tiếng Ý: Coppa Volpi) là một cúp của Liên hoan phim Venezia trao cho các nam nữ diễn viên được bầu chọn là xuất sắc nhất. Cúp được thiết lập từ năm 1935 và mang tên này để vinh danh bá tước Count Volpi di Misurata, người sáng lập Liên hoan phim Venezia. Giữa thập niên 1990, cúp này cũng trao cho các nam nữ diễn viên phụ xuất sắc nhất. Riêng năm 1993 cúp cũng được trao cho toàn bộ vai diễn của một phim.

### Cúp Volpi cho nam diễn viên xuất sắc nhất
- 1935 Pierre Blanchard phim Crime Et Châtiment
- 1936 Paul Muni phim The Story of Louis Pasteur
- 1937 Emil Jannings phim Der Herrscher
- 1938 Leslie Howard phim Pygmalion
- 1941 Ermete Zacconi phim Don Buonaparte
- 1942 Fosco Giachetti phim Bengasi
- 1947 Pierre Fresnay phim Monsieur Vincent
- 1948 Ernst Deutsch phim Der Prozess
- 1949 Joseph Cotten phim Portrait of Jennie
- 1950 Sam Jaffe phim The Asphalt Jungle
- 1951 Jean Gabin phim La Nuit est Mon Royaume
- 1952 Fredric March phim Death of a Salesman
- 1953 Henri Vilbert phim Le Bon Dieu Sans Confession
- 1954 Jean Gabin phim L'air De Paris & Touchez Pas au Grisbi
- 1955 Curd Jürgens phim Les Héros Sont Fatigués
- 1955 Kenneth More phim The Deep Blue Sea
- 1956 Bourvil phim La Traversée de Paris
- 1957 Anthony Franciosa phim A Hatful of Rain
- 1958 Alec Guinness phim The Horse's Mouth
- 1959 James Stewart phim Anatomy of a Murder
- 1960 John Mills phim Tunes of Glory
- 1961 Toshiro Mifune phim Yojimbo
- 1962 Burt Lancaster phim Birdman of Alcatraz
- 1963 Albert Finney phim Tom Jones (phim)
- 1964 Tom Courtenay phim King and Country
- 1965 Toshiro Mifune phim Akahige
- 1966 Jacques Perrin phim Un Uomo a Metà & La busca
- 1967 Ljubisa Samardzic phim Jutro
- 1968 John Marley phim Faces (phim)
- 1983 Mitchell Litschenstein, Matthew Modine, Michael Wright, David Alan Grier, Guy Boyd & George Dzundza phim Streamers
- 1984 Naseeruddin Shah phim Paar
- 1985 Gérard Depardieu phim Police
- 1986 Carlo Delle Piane phim Regalo di Natale
- 1987 Hugh Grant & James Wilby phim Maurice
- 1988 Don Ameche & Joe Mantegna phim Things Change
- 1989 Marcello Mastroianni & Massimo Troisi phim Che Ora È?
- 1990 Oleg Borisov phim Edinstvenijat Suidetel
- 1991 River Phoenix phim My Own Private Idaho
- 1992 Jack Lemmon phim Glengarry Glen Ross
- 1993 Fabrizio Bentivoglio phim Un' Anima Divisa in Due
- 1994 Xia Yu phim Yangguang Canlan de Rizi
- 1995 Götz George phim Michael Collins
- 1997 Wesley Snipes phim One Night Stand
- 1998 Sean Penn phim Hurlyburly
- 1999 Jim Broadbent phim Topsy-Turvy
- 2000 Javier Bardem phim Before Night Falls
- 2001 Luigi Lo Cascio phim Luce Dei Miei Occhi
- 2002 Stefano Accorsi phim Un Viaggio Chiamato Amore
- 2003 Sean Penn phim 21 Grams
- 2004 Javier Bardem phim Mar Adentro
- 2005 David Strathairn phim Good Night, and Good Luck
- 2006 Ben Affleck phim Hollywoodland
- 2007 Brad Pitt phim The Assassination of Jesse James by the Coward Robert Ford
- 2008 Silvio Orlando phim Giovanna's Father
- 2009 Colin Firth phim A Single Man
- 2010 Vincent Gallo phim Essential Killing
- 2011 Michael Fassbender phim Shame

### Cúp Volpi cho nữ diễn viên xuất sắc nhất
- 1935 Paula Wessely phim Episode
- 1936 Annabella phim Veille D'armes
- 1937 Bette Davis phim Kid Galahad & Marked Woman
- 1938 Norma Shearer phim Marie Antoinette
- 1941 Luise Ullrich phim Annelie
- 1942 Kristina Soderbaum phim Die Goldene Stadt
- 1947 Anna Magnani phim L'onorevole Angelina
- 1948 Jean Simmons phim Hamlet
- 1949 Olivia de Havilland phim The Snake Pit
- 1950 Eleanor Parker phim Caged
- 1951 Vivien Leigh phim A Streetcar Named Desire
- 1953 Lilli Palmer phim The Four Poster
- 1956 Maria Schell phim Gervaise
- 1957 Dzidra Ritenberga phim Malva
- 1958 Sophia Loren phim The Black Orchid
- 1959 Madeleine Robinson phim À Double Tour
- 1960 Shirley Maclaine phim The Apartment
- 1961 Suzanne Flon phim Tu ne Tueras Point
- 1962 Emmanuelle Riva phim Thérèse Desqueyroux
- 1963 Delphine Seyrig phim Muriel
- 1964 Harriet Andersson phim Att Alska
- 1965 Annie Girardot phim Trois chambres à Manhattan
- 1966 Natalya Arinbasarova phim Pervyj Uchitel
- 1967 Shirley Knight phim Dutchman
- 1968 Laura Betti phim Teorema
- 1983 Darling Legitimus phim Rue Cases Negres
- 1984 Pascale Ogier phim Les Nuits de la pleine lune
- 1986 Valeria Golino phim Storia d'amore
- 1987 Kang Soo-yeon phim Contract Mother
- 1988 Shirley Maclaine phim Madame Sousatzka
- 1988 Isabelle Huppert phim Une Affaire De Femmes
- 1989 Peggy Ashcroft & Geraldine James phim She's Been Away
- 1990 Gloria Münchmeyer phim La Luna en el Espejo
- 1991 Tilda Swinton phim Edward II
- 1992 Gong Li phim Qiu Ju Da Guan Si
- 1993 Juliette Binoche phim Trois Coleurs: Bleu
- 1994 Maria de Medeiros phim Três Irmãos
- 1995 Sandrine Bonnaire & Isabelle Huppert phim La Cérémonie
- 1996 Victoire Thivisol phim Ponette
- 1997 Robin Tunney phim Niagara, Niagara
- 1998 Catherine Deneuve phim Place Vendôme
- 1999 Nathalie Baye phim Une Liaison Pornographique
- 2000 Rose Byrne phim The Goddess of 1967
- 2001 Sandra Ceccarelli phim Luce Dei Miei Occhi
- 2002 Julianne Moore phim Far from Heaven
- 2003 Katja Riemann phim Rosenstrasse
- 2004 Imelda Staunton phim Vera Drake
- 2005 Giovanna Mezzogiorno phim The Beast in the Heart
- 2006 Helen Mirren phim The Queen
- 2007 Cate Blanchett phim I'm Not There
- 2008 Dominique Blanc phim L’Autre
- 2009 Kseniya Rappoport phim The Double Hour
- 2010 Ariane Labed phim Attenberg
- 2011 Deanie Ip phim A Simple Life

### Cúp Volpi cho nam diễn viên phụ xuất sắc nhất
- 1993 Marcello Mastroianni phim Un, Deux, Trois, Soleil
- 1994 Roberto Citran phim Il toro
- 1995 Ian Hart phim Nothing Personal
- 1996 Chris Penn phim The Funeral

### Cúp Volpi cho nữ diễn viên phụ xuất sắc nhất
- 1993 Anna Bonaiuto phim Dove siete? Io sono qui
- 1994 Vanessa Redgrave phim Little Odessa
- 1995 Isabella Ferrari phim Romanzo di un giovane povero

### Cúp Volpi cho toàn bộ vai diễn xuất sắc nhất
- 1993 Short Cuts: Andie MacDowell, Bruce Davison, Jack Lemmon, Julianne Moore, Lane Cassidy, Matthew Modine, Anne Archer, Fred Ward, Jennifer Jason Leigh, Chris Penn, Josette Maccario, Lili Taylor, Robert Downey Jr., Madeleine Stowe, Tim Robbins, Cassie Friel, Dustin Friel, Austin Friel, Lily Tomlin, Tom Waits, Frances McDormand, Peter Gallagher, Lyle Lovett, Buck Henry & Huey Lewis